# 寺河乡
寺河乡，是中华人民共和国河南省三門峽市灵宝市下辖的一个乡。地處靈寶市東南部，與陝縣、洛陽市洛寧縣接壤，南與盧氏縣毗連，西和蘇村鄉相鄰，北和川口林場相依，行政區域面積154.71平方千米。含类似乡级单位、國營農場——灵宝市园艺场。

## 歷史沿革
民國三年（1914年），屬靈寶縣第五區，區政府設在虢鎮。民國十九年（1940年），設鄉。民國三十六年（1947年）9月，屬蘇村區。
1966年8月，成立寺河公社。1984年1月，公社改寺河鄉。
2005年10月，河南省人民政府批准東村鄉併入寺河鄉。与东乡村乡场一的灵宝市园艺场保留.

## 行政区划
寺河乡下辖以下地区：
寺河村、刘柏村、窝头村、上埝村、磨湾村、孟家河村、新村、火山关村、米河村、坡根村、南埝村、沟南村、姚园村、牛心村、朝阳村和阎村。